# Magnus III. (Mecklenburg)
Magnus III., Herzog zu Mecklenburg (* 4. Juli 1509 in Stargard; † 28. Januar 1550 in Bützow) war Herzog zu Mecklenburg [-Schwerin], ab 1516 Bischof und ab 1532 evangelischer Administrator des Bistums Schwerin.

## Leben
Magnus war als ältester Sohn des Herzogs Heinrich V., des Friedfertigen, Erbprinz zu Mecklenburg. Da er vor seinem Vater starb, kam er nicht zur Regentschaft.
Am 11. Juni 1516 empfing Magnus in der Schlosskapelle zu Lübz von Johann III., dem Bischof von Havelberg, die vier niederen Weihen. Die Bischofswahl des gerade siebenjährigen Magnus erfolgte dann am 21. Juli 1516 mit anschließendem Eid seines Vaters vor dem vollzählig versammelten Domkapitel. Der Domdekan Zutpheld Wardenberg, ein erfahrener und bei der Kurie wohlbekannter Mann, legte persönlich die Urkunde in Rom vor. Die erforderlichen Dispensen wurden bereits am 5. November erteilt, die eigentliche Bestätigung des Postulaten erfolgte am 13. November 1516. Danach sollte Magnus mit 21 Jahren die Administration der Diözese selbst übernehmen und mit 27 Jahren die Bischofsweihe empfangen.
Die Erziehung des künftigen Bischofs sollten die Franziskaner, deren Kloster nahe dem Schweriner Schloss lag, übernehmen, doch das entsprechende Breve des Papstes Leo X. blieb unausgeführt. Seit 1514 waren der Humanist Konrad Pegel und ab 1524 der Wittenberger Arnold Burenius als zweiter Lehrer die Prinzenerzieher. Burenius hatte in Wittenberg persönliche Kontakte zu Luther und Melanchthon, deren neuen Ideen auch Magnus nachging. Denn 1538 versuchte er auf dem Landtag zu Parchim die Feier der Heiligen Messe abzuschaffen, was zu diesem Zeitpunkt noch nicht gelang.
Die vorläufige Diözesanverwaltung übernahmen nun gemäß den Bestimmungen die beiden Administratoren, der Apostolische Protonotar und Domdekan Zutpheld Wardenberg und der Dompropst Reimar Hahn, der nach seinem Tode durch den Kapitelssenior Ulrich Malchow ersetzt wurde. Als Weihbischof wurde der bisherige Bremer Weihbischof Dietrich Huls von Sebaste OFM bestellt.
Die Administratoren des Bistums wechselten infolge Todesfällen, Amtsniederlegungen und aus anderen Ursachen während der Unmündigkeit des Postulaten mehrfach. Noch vor 1532 übernahm der Propst des Schweriner Doms, Heinrich Banzkow, die Administration. Mit Einführung der Reformation in Mecklenburg wurde Herzog Magnus am 16. September 1532 erster protestantischer Administrator des Bistums Schwerin. Herzog Heinrich hatte die Administration wohl ungerne abgegeben, denn noch 1535 versuchte er beim Papst die eigentlich für 1536 fällige Bischofsweihe seines Sohnes bis 1540 verschieben zu lassen.
Magnus war seit dem 26. August 1543 mit Elisabeth von Dänemark und Norwegen, der damals neunzehnjährigen Tochter des dänischen Königs Friedrich I. verheiratet. Die Hochzeit fand auf dem Kieler Schloss statt. Die glückliche Ehe blieb „zur Schadenfreude der Papisten“ kinderlos. Herzog Magnus starb am 28. Januar 1550 in Bützow und wurde am 2. Februar im Doberaner Münster beigesetzt. Den Titel Bischof hatte er selbst nicht geführt. Sein Nachfolger als Administrator des Bistums Schwerin wurde sein Vetter Ulrich von Mecklenburg, der 1556 Magnus’ Witwe heiratete.

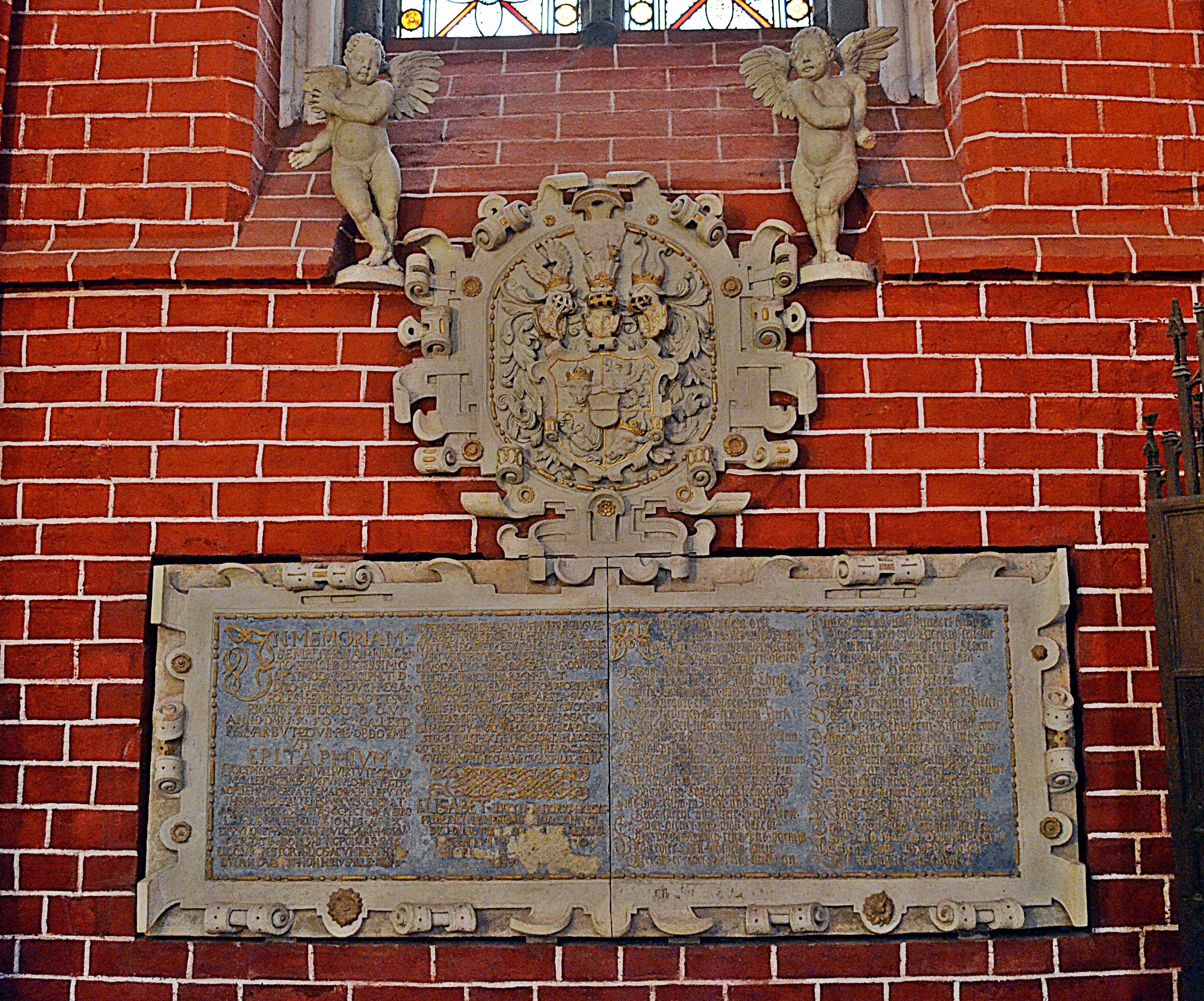
Epitaph für Magnus III. im Doberaner Münster

## Epitaphien
Im Münster zu Doberan befindet sich ein Epitaph für Magnus III., bestehend aus einem Sandsteinwappen mit fünf Feldern, gefasst in einer reich angelegten und entwickelten Kartusche. Auch im Schweriner Dom befindet sich ein dem Postulaten Magnus gesetztes Epitaph an einem Pfeiler des hohen Chores. Sein Vetter Herzog Johann Albrecht I. hatte ihm das Epitaph gestiftet. Unter einem reich ausgestalteten fünfschildigen mecklenburgischen Wappen, das von zwei Gelehrten mit Folianten in der Hand flankiert wird, befindet sich die Inschrift. Unter der Tafel ein Engel mit einem Folianten.

## Siegel
Ein eigenes Siegel als Administrator oder Postulat führte Magnus III. nicht. Er benutzte das unvermehrte mecklenburgische Landeswappen mit fünf Schilden und in einigen Fällen für das Domstift des Kapitels neueres Sachsensiegel mit dem aufliegenden Adler.